# Уи (Цзиньхуа)
Уи́ (кит. упр. 武义, пиньинь Wǔyì) — уезд городского округа Цзиньхуа провинции Чжэцзян (КНР).

## История
После того, как китайские земли были объединены в империю Цинь, в 222 году до н. э. был создан уезд Ушан (乌伤县). Во времена узурпатора Ван Мана уезд был в 9 году переименован в Усяо (乌孝县), но после восстановления империи Хань ему было возвращено название Ушан. В 245 году южная часть уезда стала отдельным уездом Юнкан (永康县). Во времена империи Тан в 691 году из уезда Юнкан был выделен уезд Уи.
После образования КНР в 1949 году был образован Специальный район Цзиньхуа (金华专区), и уезд вошёл в его состав. В мае 1958 года был расформирован уезд Сюаньпин (宣平县), а его территория была разделена между уездами Уи и Лишуй. В октябре 1958 года уезд Уи был присоединён к уезду Юнкан, но в 1961 году был воссоздан.
В 1973 году Специальный район Цзиньхуа был переименован в Округ Цзиньхуа (金华地区).
В мае 1985 года постановлением Госсовета КНР округ Цзиньхуа был разделён на городские округа Цзиньхуа и Цюйчжоу; уезд вошёл в состав городского округа Цзиньхуа.

## Административное деление
Уезд делится на 3 уличных комитета, 8 посёлков и 7 волостей.